# Melanargia geresiana
Melanargia geresiana är en fjärilsart som beskrevs av Sousa 1929. Melanargia geresiana ingår i släktet Melanargia och familjen praktfjärilar. Inga underarter finns listade i Catalogue of Life.